# 頓智話
頓智話（とんちばなし）は、頓智を中心にした話の総称。頓知話、とんち話等とも書く。

## 日本の頓智話
日本における頓智話の代表的な類型は、「和尚と小僧」と呼ばれる、頓知のきく小僧が俗気の抜けない和尚をやり込める形式の話である。この類型の説話は、古くは、鎌倉時代中期の弘安6年（1283年）に成立した無住による『沙石集』や、同じく無住による『雑談集』に見ることができる。また、江戸時代初期の元和9年（1623年）又は寛永5年（1628年）に成立した『醒睡笑』にもこの類型の説話が収録されている。「和尚と小僧」の類型の説話の一部は、中国や朝鮮半島にも見られることから、日本独自のものではなく、中国か日本や朝鮮半島に伝わったものと考えられている。
江戸時代に入ると、元禄以降、室町時代の僧一休宗純の幼少期の逸話としてまとめられた「一休咄」（一休話、一休ばなし）が広く流布した。
著名な頓智話には、他に、肥後国熊本藩八代（現在の熊本県八代市）の下級武士彦一（ひこいち）を主人公とする「彦一話」（彦一ばなし）、豊後国野津院（現在の大分県臼杵市野津地区（旧・大野郡野津町））の庄屋吉四六（きっちょむ）を主人公とする「吉四六話」（吉四六ばなし）等があり、これらは話の面白さなどから児童文学として遍く紹介された。これらの頓智話の中にも、中国に類話があるものがある。
また、同じような説話が前述の彦一や吉四六、その他郷土の英雄で登場したりする。柳田國男の民俗学を学んだ児童文学者、小山勝清の談によると、とんち話の多くは実話ではなく、フィクション的な要素を持ち、そして各々の地域で大人から子供達に語り伝えてきた、一種の文化啓蒙、情操教育活動であるとみている。そのため、それらは、各々の郷土に主人公が存在し、そしてそれらが実話である必然性もなく、また時代の変遷を経て内容が改変された作品が登場しても何ら不思議はないとしている。

## 日本以外の頓智話
上述のとおり、中国や朝鮮半島には日本の頓智話と同じ類型の説話が見られる。
また、頓知者を主人公とする民話は、ドイツのティル・オイレンシュピーゲル、アラブのジュハー、トルコのナスレッディン・ホジャ等、世界各地に存在する。

## 主な頓智話の主人公

### 日本
- 繁次郎 - 北海道江差町
- 佐兵（さひょう） - 山形県置賜地方[6]
- さんにょもん - 石川県能登地方[7]
- あさこ・ゆうこ - 長野県下高井郡[8]
- 一休 - 京都
- 曾呂利新左衛門 - 大阪
- 泰作 - 高知県四万十市[9]
- 万六 - 高知県[10]
- 又ぜー（またぜー） - 福岡県福津市[11]
- かんねどん（勘右衛門） - 佐賀県唐津市[12]
- 長沢勘作 - 長崎県大村市
- 彦一 - 熊本県八代市
- 吉四六 - 大分県臼杵市（旧・大野郡野津町）
- 徳田大兵衛（侏儒どん） - 鹿児島県霧島市

### 日本以外
- 渡嘉敷ペークー - 琉球王国[13]
- 東方朔 - 前漢（中国）
- ティル・オイレンシュピーゲル - ドイツ
- スタンチク - ポーランド
- ナスレッディン・ホジャ（ジュハー） - アラブ、トルコ